# Surkhrud
Der Surkhrud (alternative Schreibweisen: Surkh Rod, Surkh Rūd) ist ein rechter Nebenfluss des Kabul im Osten von Afghanistan.
Der Surkhrud entspringt im Distrikt Azra der Provinz Lugar im Gebirge Safēd Kōh unweit dessen höchsten Gipfels, des Sikaram Sar. Der Surkhrud durchfließt anfangs in westlicher, später in nördlicher Richtung das Gebirge. Beim Verlassen des Berglands erreicht der Fluss die Provinz Nangarhar. Er wendet sich allmählich in Richtung Ostnordost und strömt entlang der Südflanke eines Bergrückens. Schließlich mündet er 6 km westlich von Dschalalabad sowie 3 km unterhalb der Daronta-Talsperre in den Kabul-Fluss.
Der Surkhrud hat eine Länge von etwa 110 km. Er entwässert ein Areal von 2650 km². Der mittlere Abfluss beträgt 2,7 m³/s.

## Hydrometrie
Mittlerer monatlicher Abfluss des Surkhrud (in m³/s) am Pegel Sultanpur
gemessen von 1968–1980